# Carrosserie Pourtout
Carrosserie Pourtout fue una compañía carrocera francesa. Fundada por Marcel Pourtout en 1925, la empresa es conocida por sus trabajos en las décadas anteriores a la Segunda Guerra Mundial, cuando diseñó las carrocerías de los automóviles de numerosos fabricantes europeos de prestigio. La mayoría de sus realizaciones eran encargos a medida, típicamente aerodinámicos y de carácter deportivo. Entre los clientes de la compañía figuró Georges Clemenceau, el médico y periodista que fue primer ministro de Francia de 1906 a 1909 y de 1917 a 1920.
Después de la Segunda Guerra Mundial, la firma se dedicó al diseño industrial y a la publicidad.
Carrosserie Pourtout cesó su actividad creativa en 1994, pero perduró como un negocio dedicado a la reparación de carrocerías de todo tipo de vehículos.

## Antes y durante la Segunda Guerra Mundial

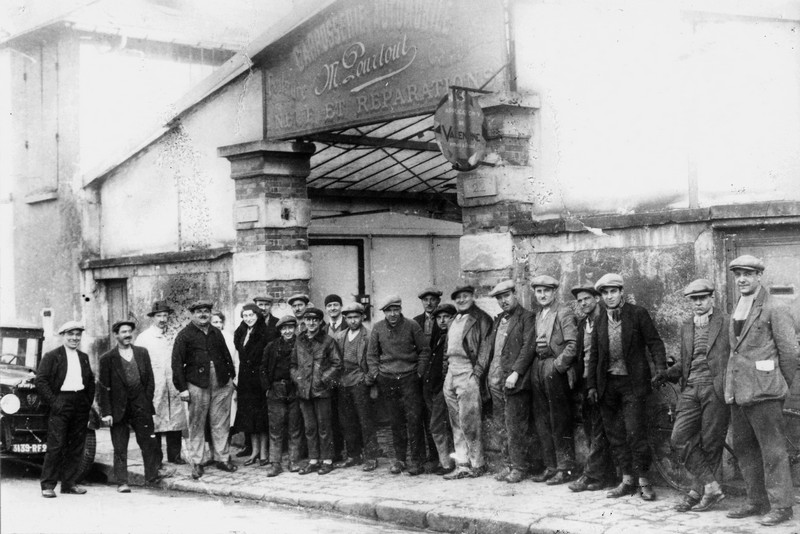
Personal de Carrosserie Pourtout a la entrada de los talleres de Bougival. Marcel Pourtout es el cuarto por la izquierda.

Marcel Pourtout comenzó en 1925 con un pequeño taller en Bougival y doce operarios. Su mujer Henriette se encargaba de las finanzas de la empresa. El trabajo duro y los numerosos encargos permitieron a la empresa amortizar sus préstamos en muy pocos años, y en 1928 se ampliaron sus instalaciones.
En 1936 Pourtout se expandió de nuevo, adquiriendo los talleres del fabricante de automóviles Hurtu en Rueil-Malmaison. Aquí el personal, quince operarios por entonces, podía producir pequeñas series de carrocerías, además de los modelos a medida.
Hasta la Segunda Guerra Mundial, Carrosserie Pourtout exhibió regularmente sus creaciones en el Salón del Automóvil de París.
A principios de la guerra, antes de que Francia fuese invadida por los alemanes, la empresa fabricó ambulancias sobre chasis Chevrolet.
En 1941 Marcel Pourtout fue nombrado Alcalde de Rueil-Malmaison (Hauts-de-Seine), cuando se acostumbraba escoger para el cargo a alguien que encabezase un negocio (se mantuvo en el puesto hasta 1944; y por segunda vez entre 1947 y 1971).
En 1942 las fuerzas de ocupación alemanas requisaron los talleres de Pourtout, demoliéndolos parcialmente cuando los abandonaron. También en 1942 los nazis ejecutaron al diseñador de la empresa, Georges Paulin, como miembro de la Resistencia francesa y agente de la Inteligencia Británica.

## Después de la Segunda Guerra Mundial

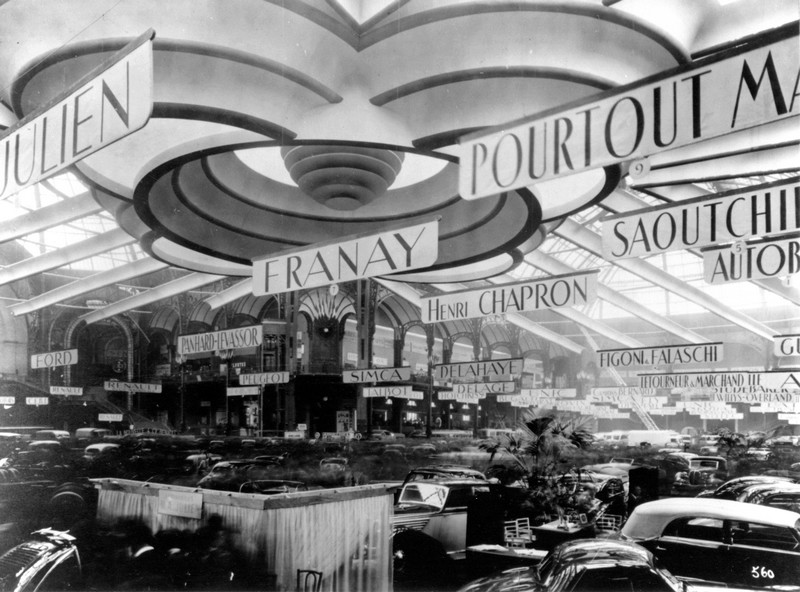
Salon del Automóvil (1946)

A pesar de la pérdida de Paulin, Carrosserie Pourtout continuó presentándose al Salon del Automóvil de París de 1947 a 1952, y la empresa produjo numerosas carrocerías de prestigio antes de que Marcel Pourtout y su hijo Claude orientasen la empresa a proyectos para la industria y la publicidad.
En conjunto, teniendo en cuenta el trabajo de la empresa tanto antes como después de la Segunda Guerra Mundial, Carrosserie Pourtout diseñó y construyó carrocerías sobre chasis de al menos veinte fabricantes, concretamente: Voisin, Fiat, Hispano-Suiza, Panhard, Hotchkiss, Bugatti, Lorraine, Lancia, Unic, Renault, Peugeot, Bentley, Delage, Delahaye, Buick, Delaunay-Belleville, Talbot-Lago, Healey, Simca y Chrysler.

## Colaboración con Emile Darl'mat y Georges Paulin
Al final de 1933, el concesionario de Peugeot en París, Emile Darl'mat, presentó a Marcel Pourtout a Georges Paulin, un dentista con instinto para el diseño de carrocerías, que pasaría a trabajar con Pourtout.
El especialista automovilístico Richard Adatto resalta el destacado papel protagonizado por Paulin dentro del estilo francés de aquel tiempo, y su preocupación por la aerodinámica para optimizar el consumo y las prestaciones de los coches que diseñaba.

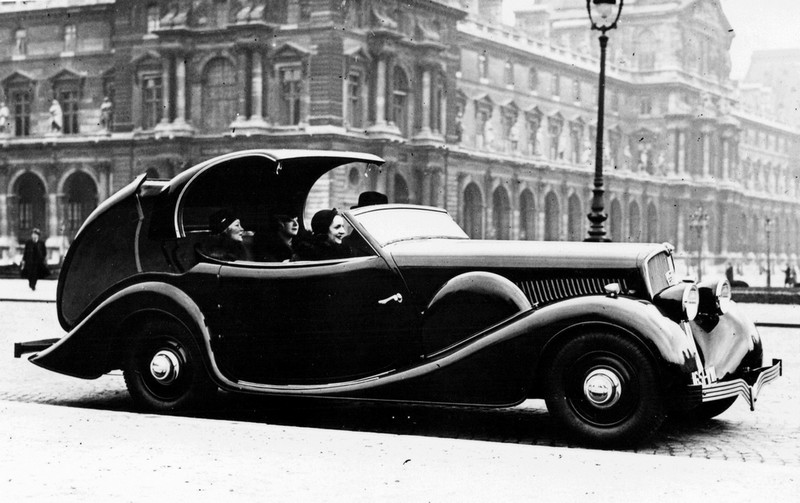
Peugeot 601 C Eclipse carrozado por Pourtout (1934)

Pourtout, Darl'mat y Paulin colaboraron en la creación del revolucionario techo Eclipse, un diseño de techo rígido retráctil dotado de un mecanismo especial, patentado a nombre de Paulin, capaz de ocultar el techo en un compartimento del coche. Carrosserie Pourtout produjo versiones del techo Eclipse para los Peugeot 301, 401, 402 y 601, el Lancia Belna, y modelos de Hotchkiss y Panhard.
Para las 24 Horas de Le Mans de 1937, Carrosserie Pourtout colaboró con Emile Darl'mat para crear las carrocerías de tres coches idénticos que utilizaban el motor modificado del Peugeot 402 sobre el chasis adaptado del 302. En la carrera de 1937 los Darl'mat se colocaron 7º, 8º y 10º de la general. Regresaron al año siguiente, y el automóvil conducido por De Cortanze ganó la clase de menos de 2 litros.
En 1937 y 1938 Carrosserie Pourtout realizó una versión de carretera del modelo de Le Mans, el Peugeot 402 Darl'mat "Spécial Sport", del que se fabricaron 106 unidades en total.

## Principales trabajos anteriores a la guerra

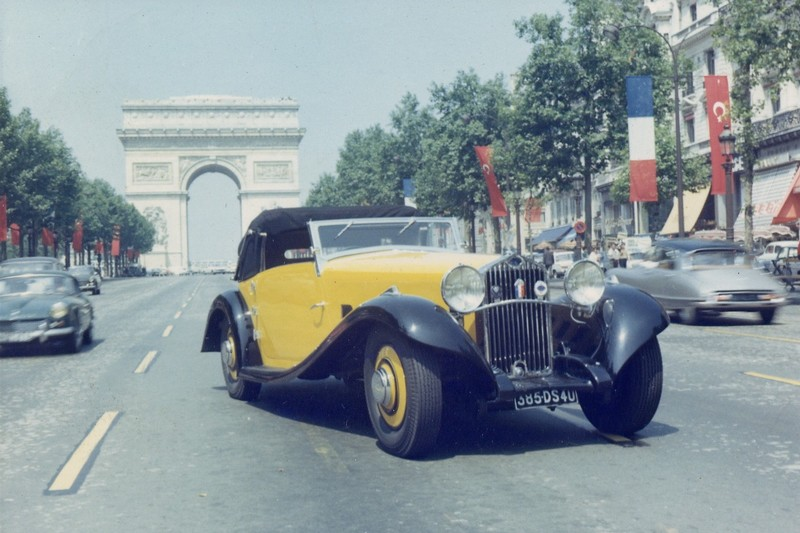
Delage D8S Pourtout

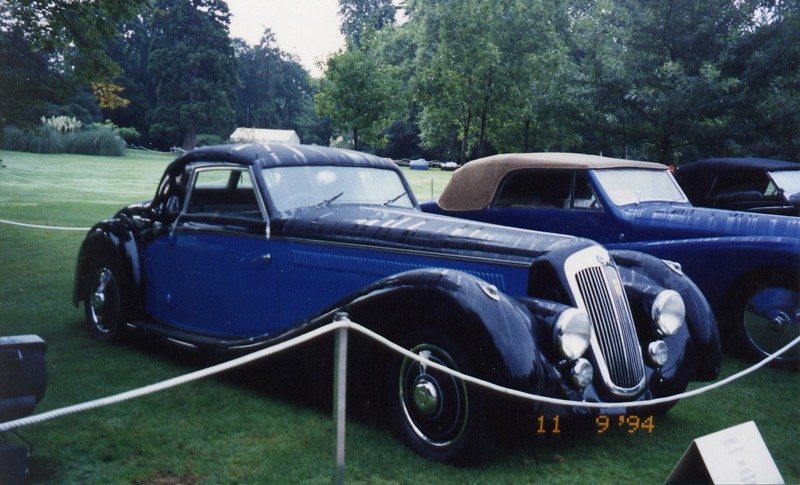
1938 Lancia Astura Pourtout

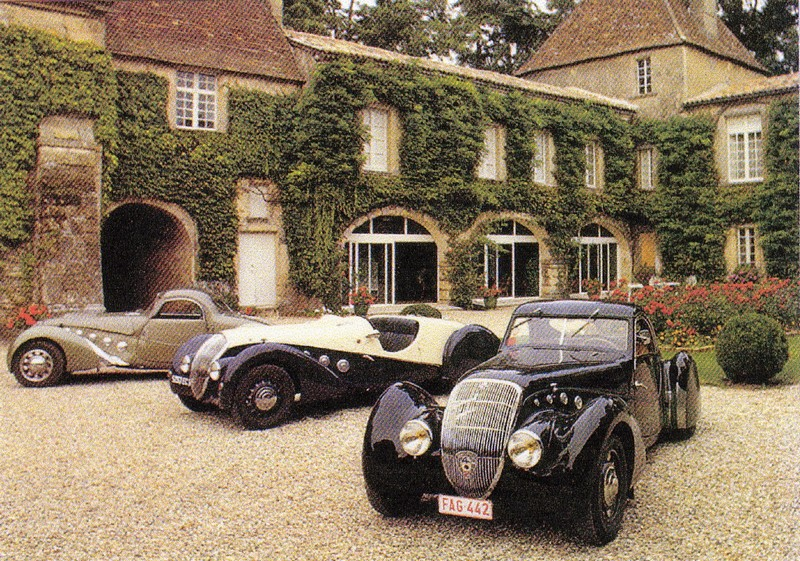
Peugeot Darl'Mat Pourtouts

## Principales trabajos anteriores a la guerra[6]
DELAGE
| Tipo                  | Fechas                               | Cantidad |
| --------------------- | ------------------------------------ | -------- |
| Tipos sin identificar | 1927 a 1939                          | 5        |
| D1 12                 | Enero de 1937 a noviembre de 1937    | 3        |
| D6 60                 | Enero de 1937                        | 1        |
| D 6 70                | Enero de 1937 a octubre de 1938      | 31       |
| D 6 75                | Octubre de 1938 a septiembre de 1940 | 21       |
| D 8 120               | Octubre de 1937 a octubre de 1938    | 3        |

LANCIA
| Tipo     | Fechas                             | Cantidad                          |
| -------- | ---------------------------------- | --------------------------------- |
| Dilambda | Septiembre de 1931                 | 2                                 |
| Belna    | Diciembre de 1934 a abril de 1937  | 326 (incluyendo 209 convertibles) |
| Ardennes | Septiembre de 1937 a julio de 1939 | 36                                |
| Astura   | Marzo de 1939                      | 1                                 |

PEUGEOT 402 Darl'mat
| Tipo      | Fechas                             | Cantidad |
| --------- | ---------------------------------- | -------- |
| Roadster  | Septiembre de 1936 a junio de 1939 | 54       |
| Cabriolet | Septiembre de 1937 a junio de 1939 | 32       |
| Coupé     | Junio 1937 a agosto de 1938        | 20       |

RENAULT Saprar
| Tipo                        | Fechas                          | Cantidad |
| --------------------------- | ------------------------------- | -------- |
| Primaquatre Sport Roadster  | Septiembre 1938 a junio de 1939 | 10       |
| Primaquatre Sport Cabriolet | Marzo de 1938 a julio de 1939   | 15       |
| Primaquatre Sport Coach     | Octubre de 1938                 | 1        |

## Galería de automóviles carrozados por Pourtout

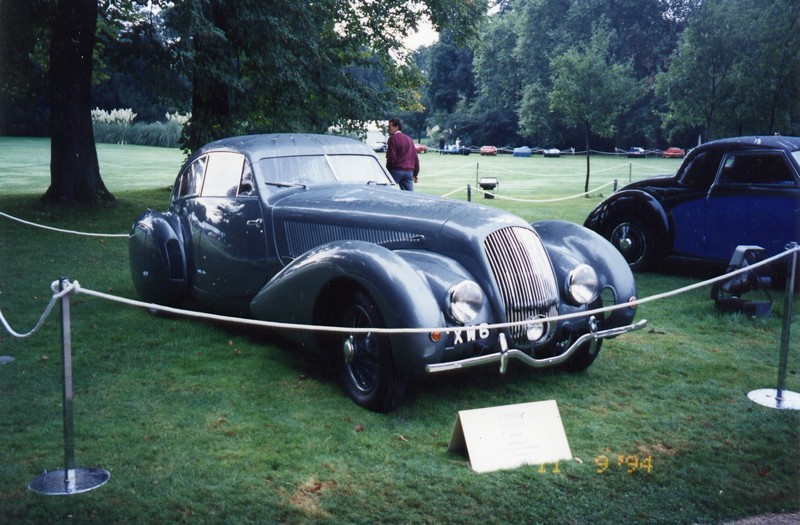
1938 "Embiricos" Bentley
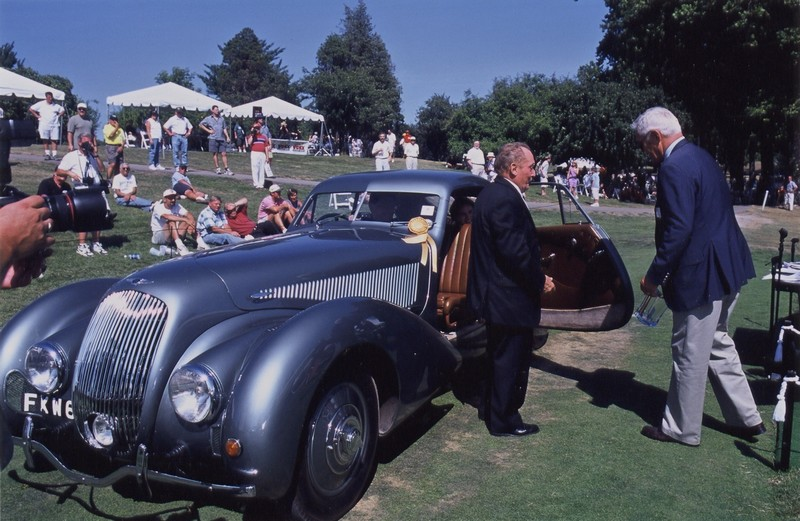
1938 "Embiricos" Bentley
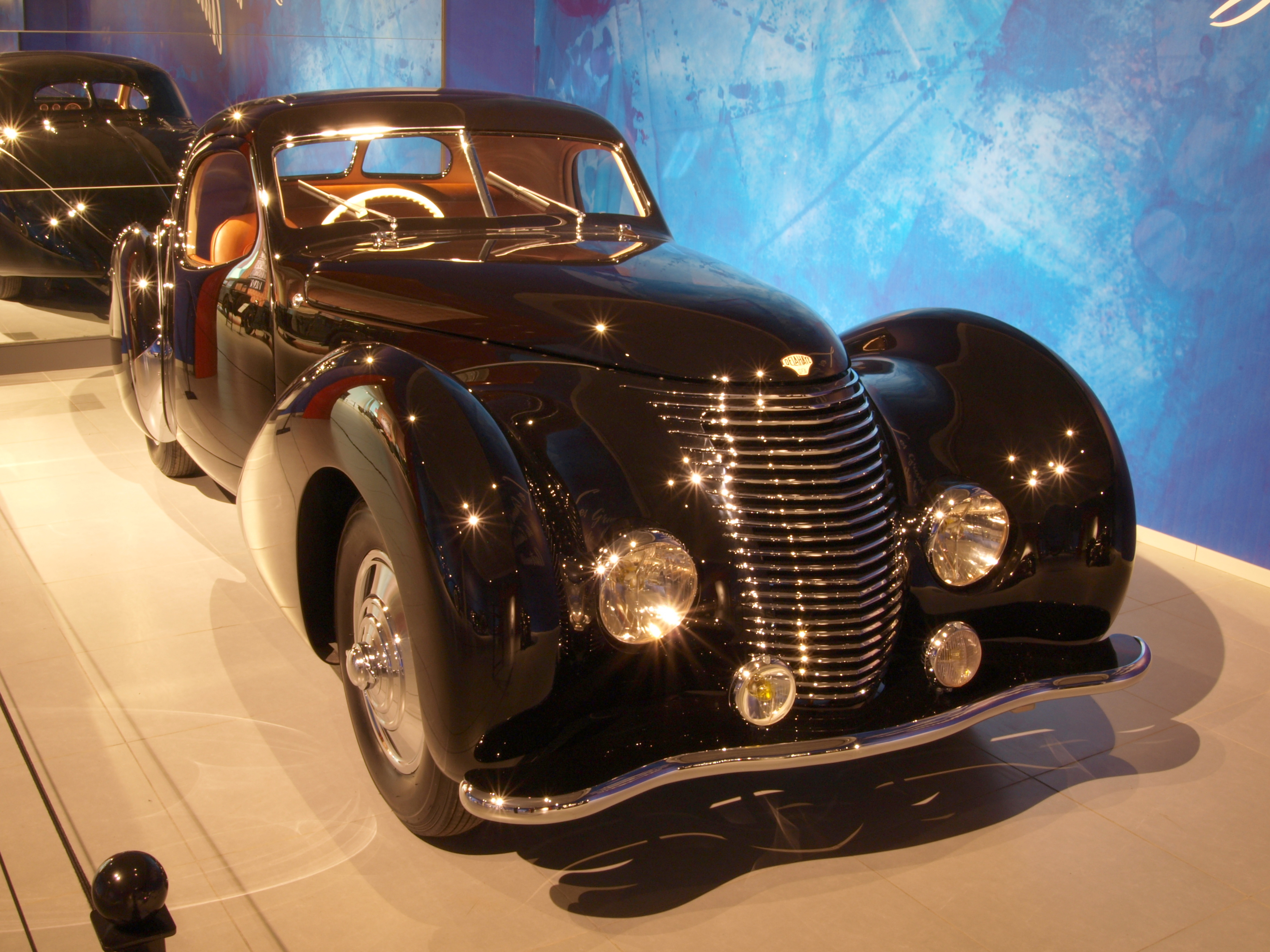
1946 Delahaye 135 MS
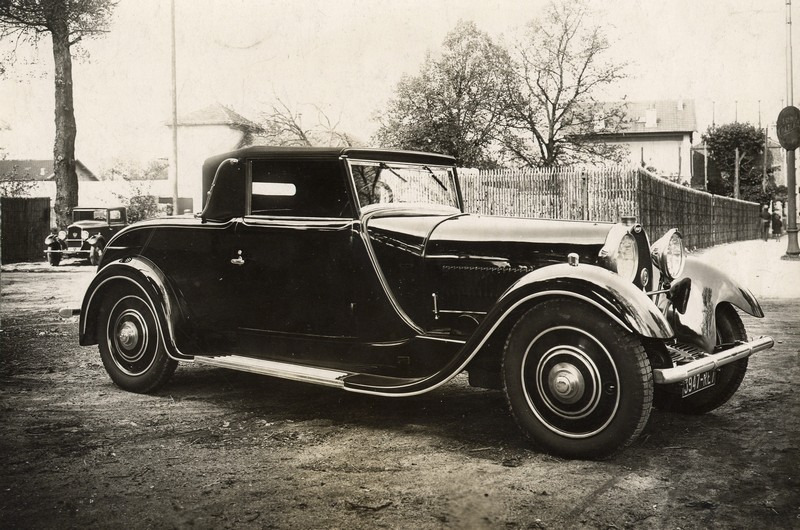
Bugatti
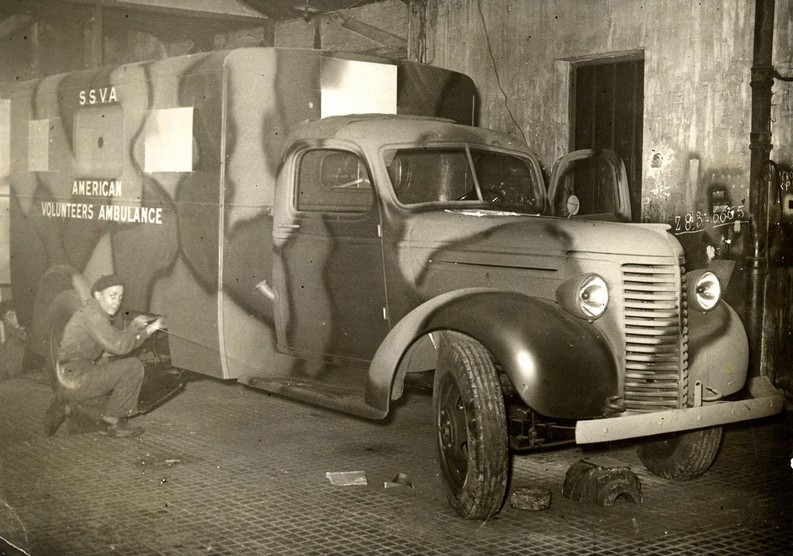
Ambulancia Chevrolet atendida por el hijo de Pourtout, Claude
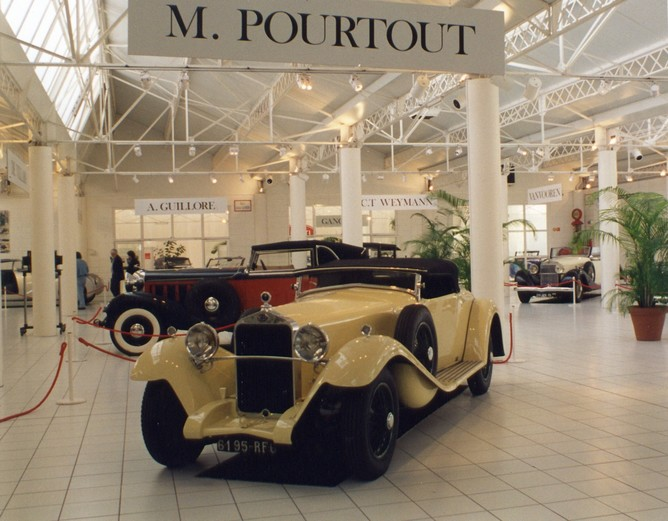
1932 Delage
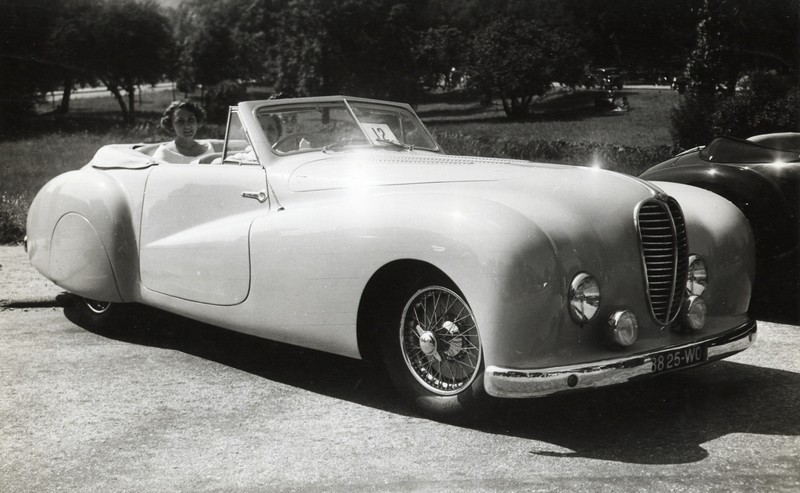
Delahaye, Bois de Boulogne
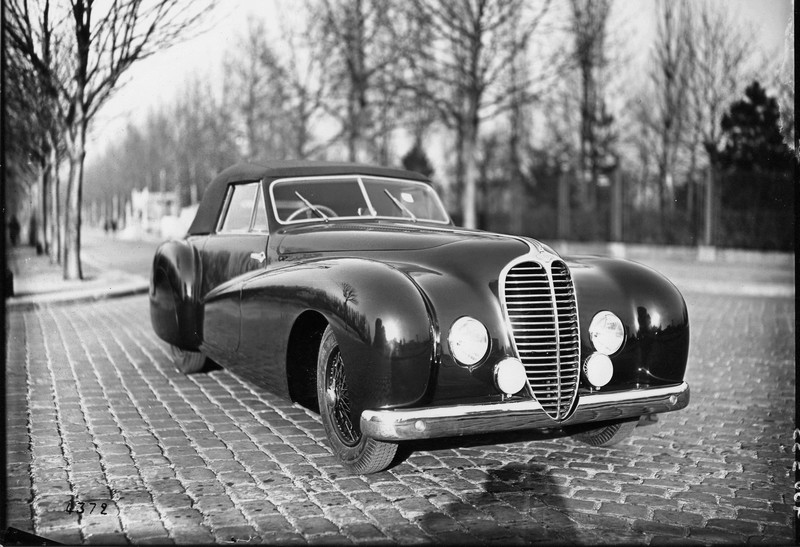
1948 Delahaye 135
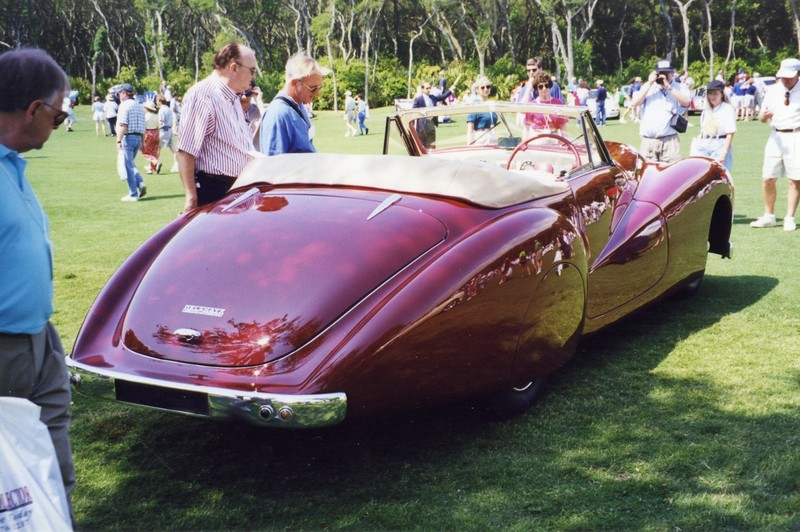
1948 Delahaye 135M
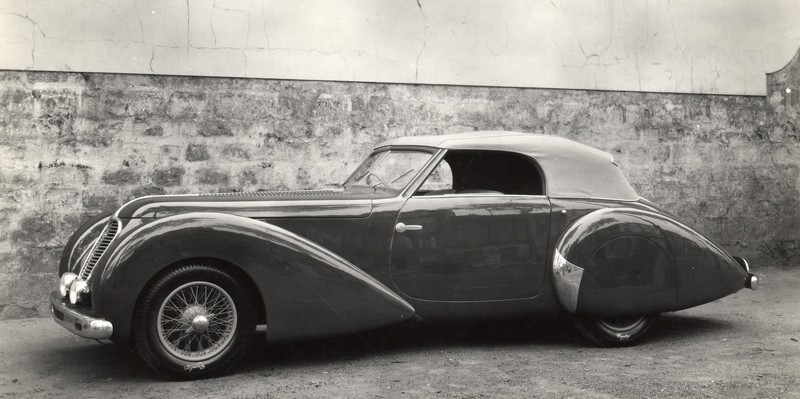
Delahaye 135 MS
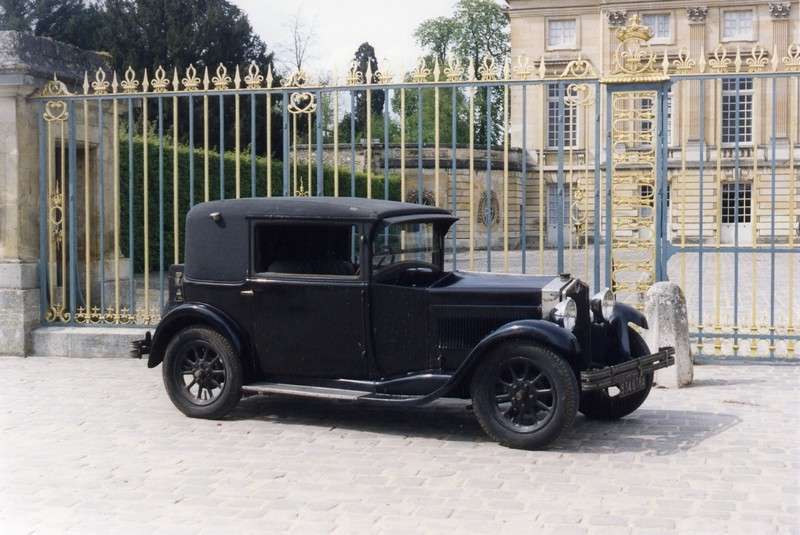
1929 Fiat 509 Coupé Royal
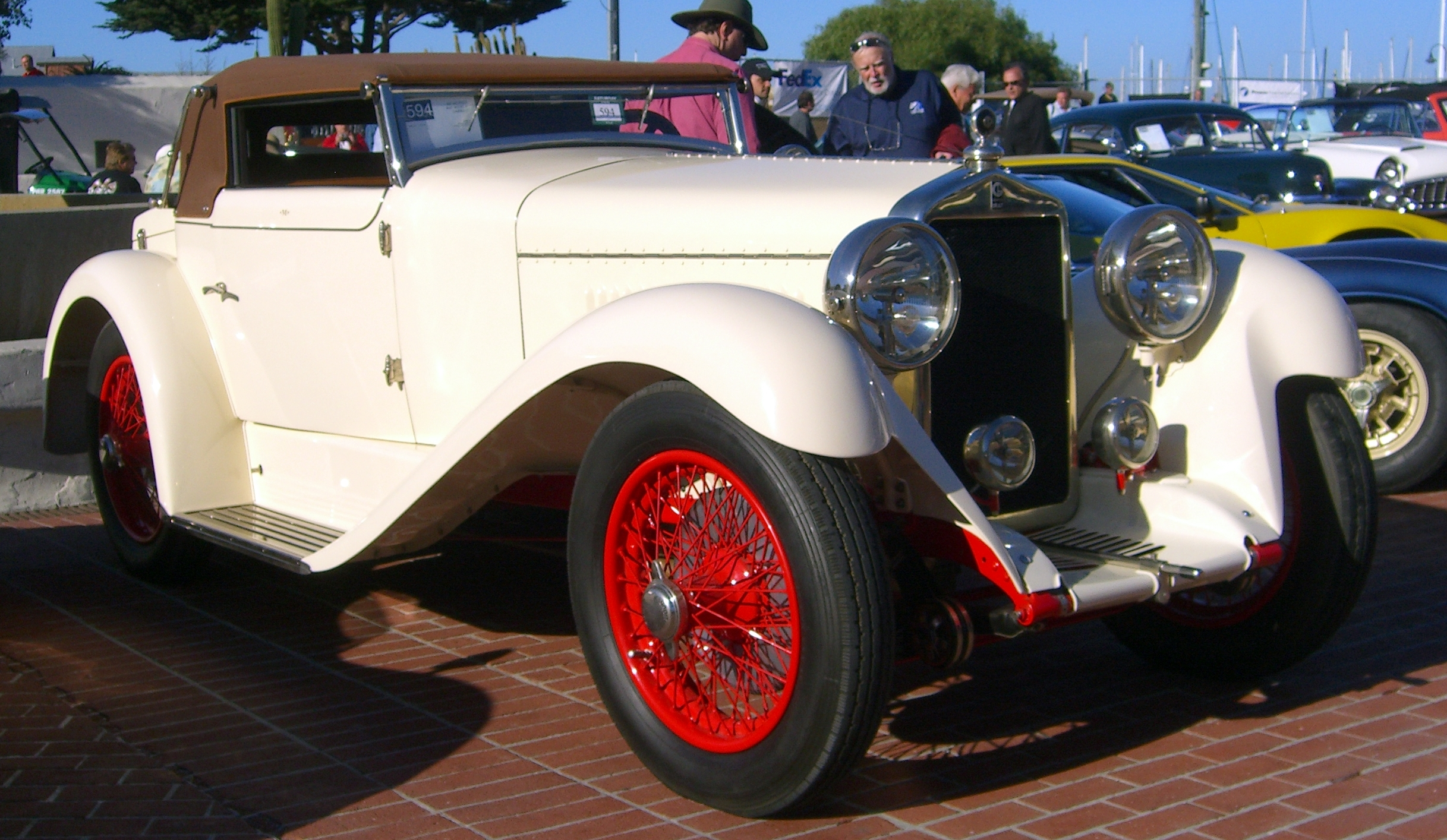
1927 Georges Irat Model A
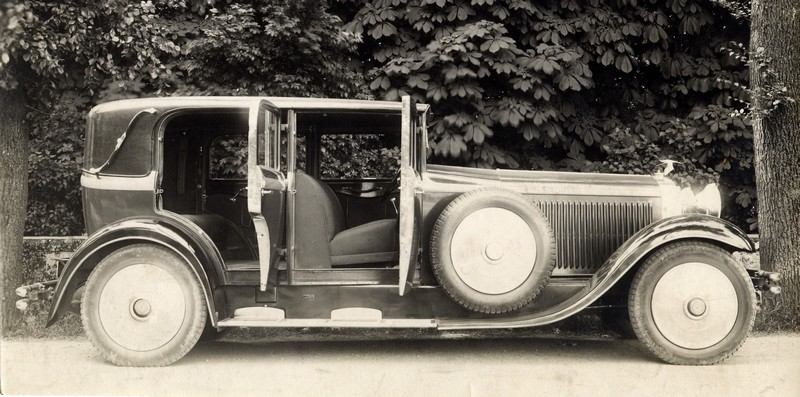
c.1930 Hispano-Suiza
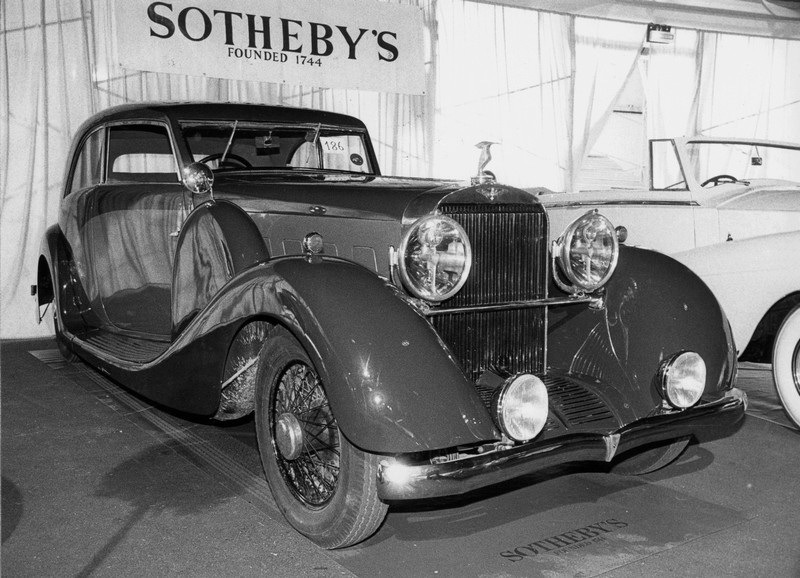
1933 Hispano-Suiza J12
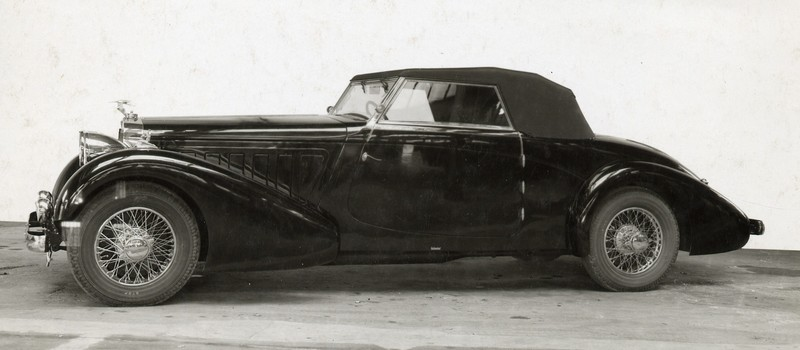
1936 Hispano-Suiza
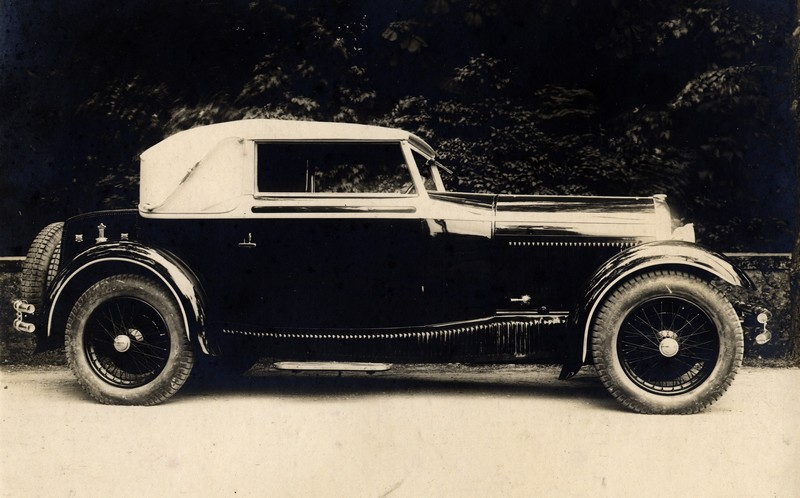
Hotchkiss
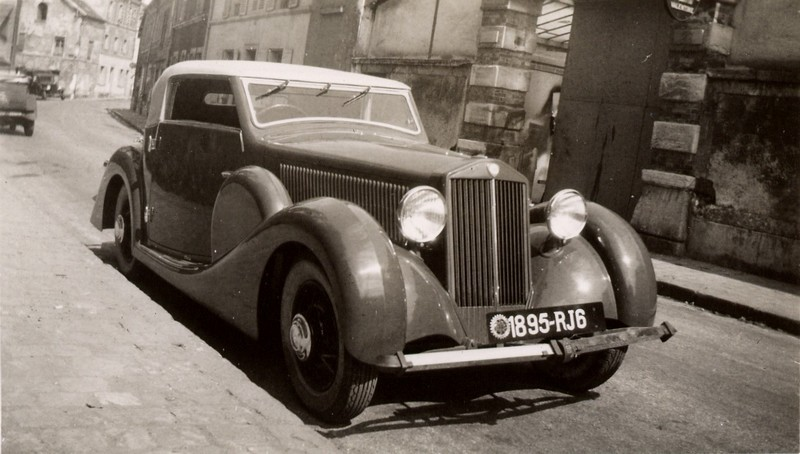
Lancia
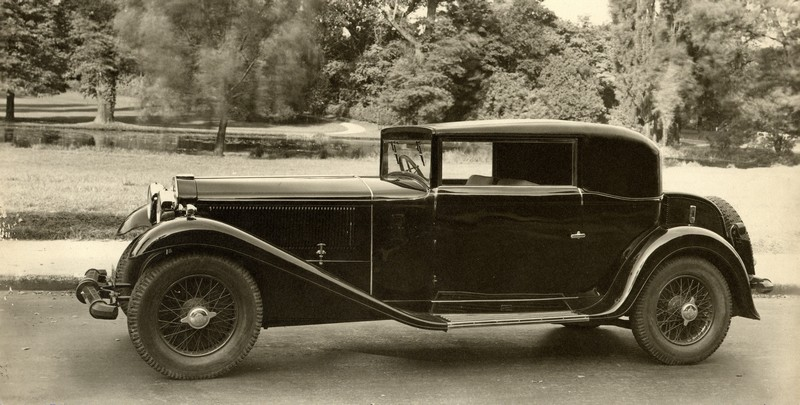
Lancia
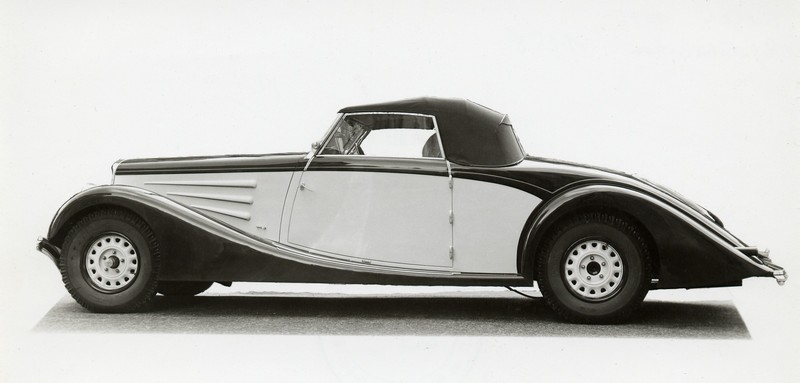
1935 Lancia Belna
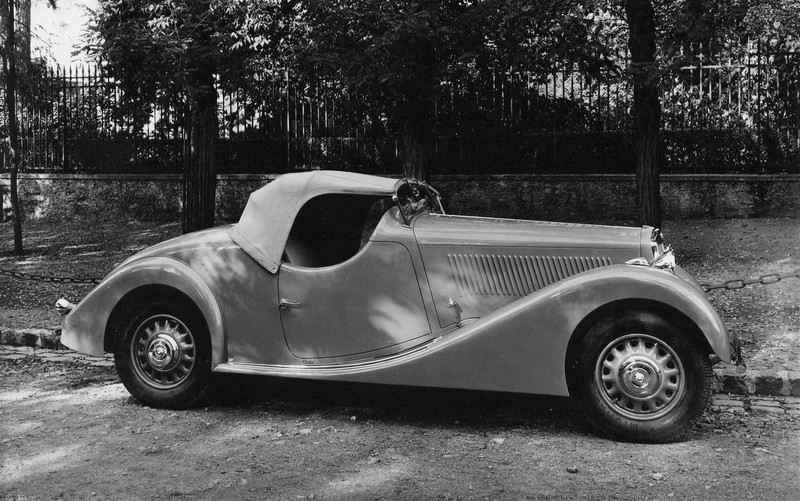
Lancia Belna
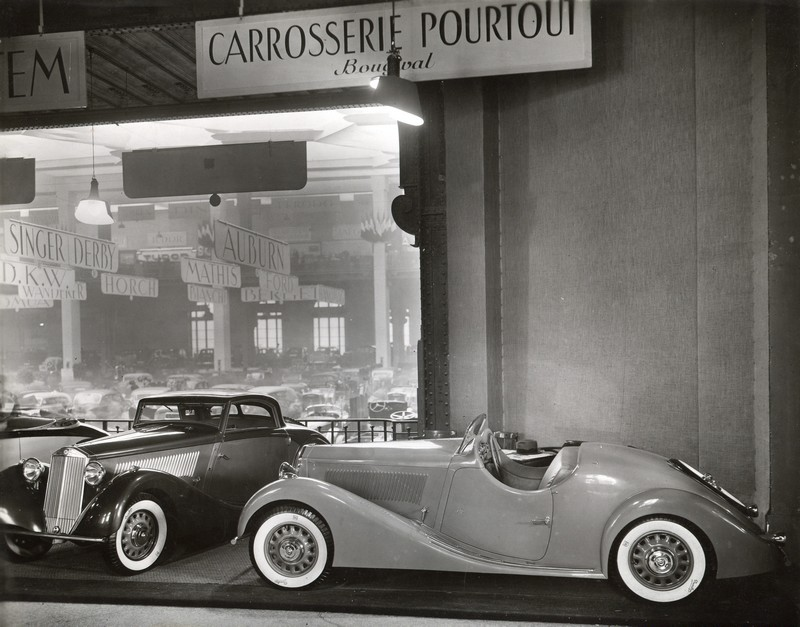
:Lancia Belna Roadster y Eclipse
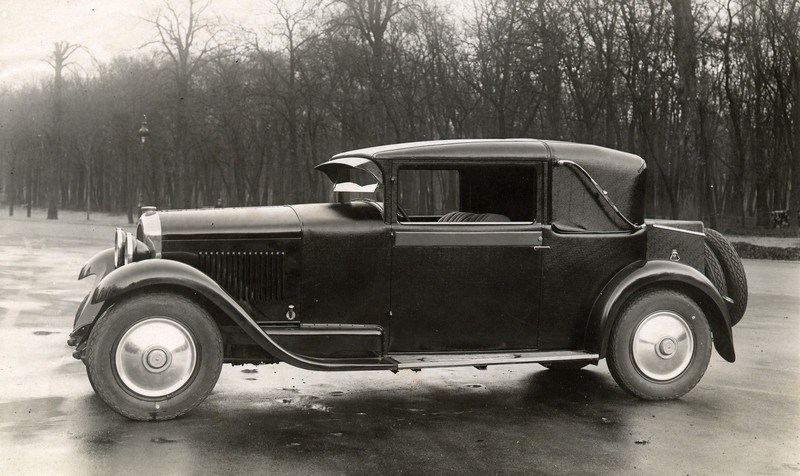
Panhard
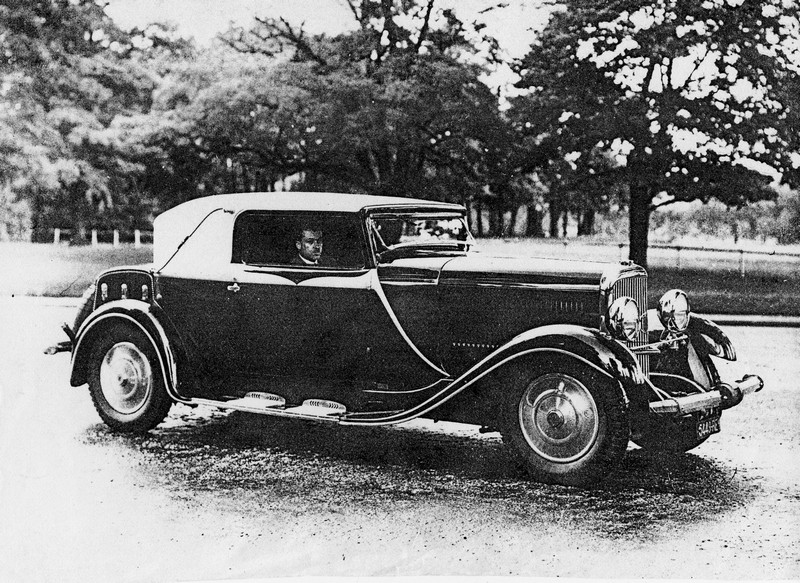
c.1930 Panhard
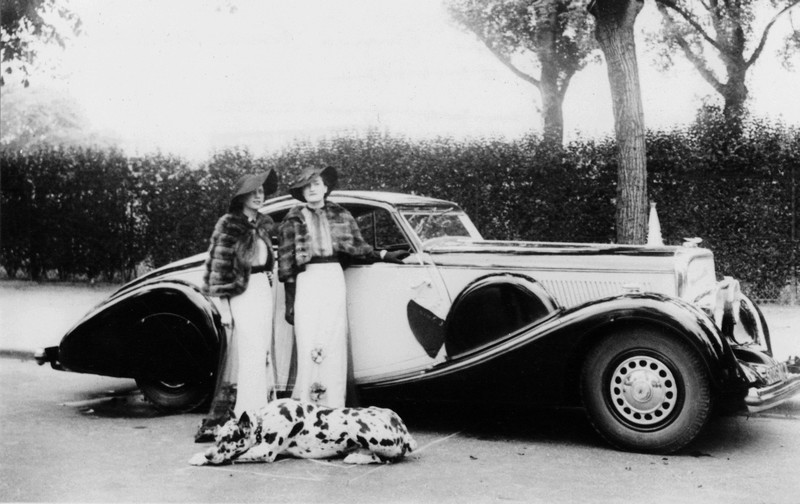
1934 Panhard Eclipse
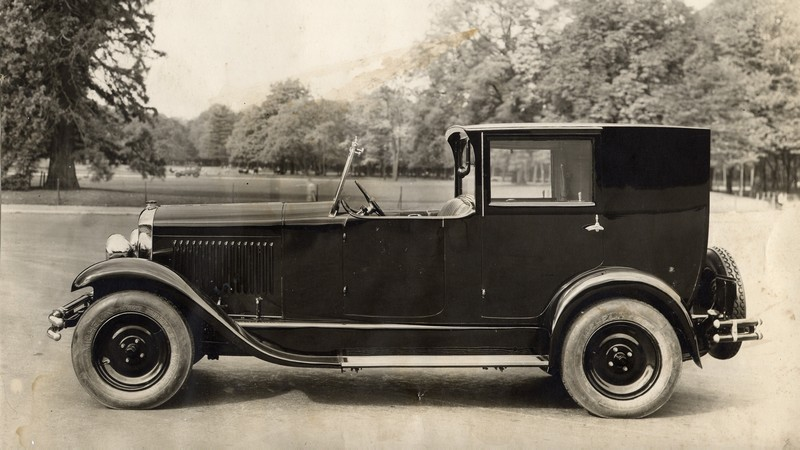
Peugeot 12 CV
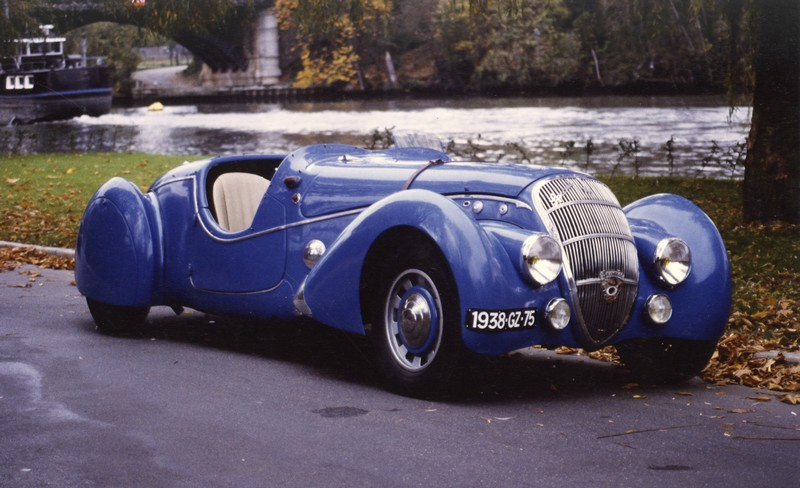
Peugeot 302 Darl'mat
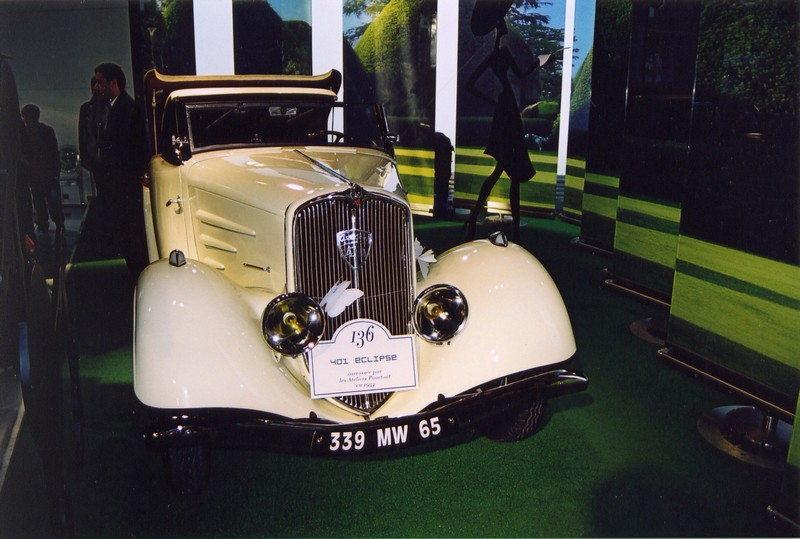
Peugeot 401 Eclipse, Champs Elysées
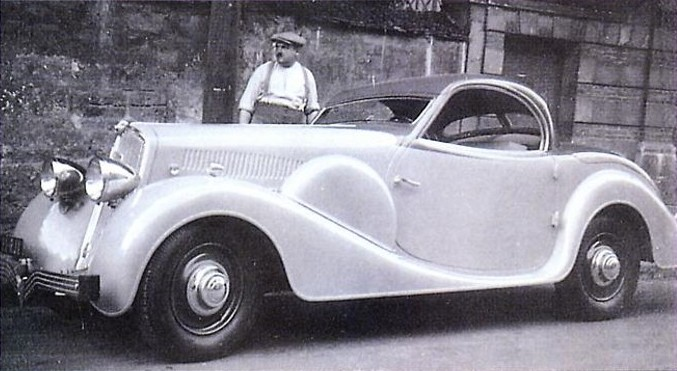
Peugeot 401 Eclipse, con Marcel Pourtout detrás
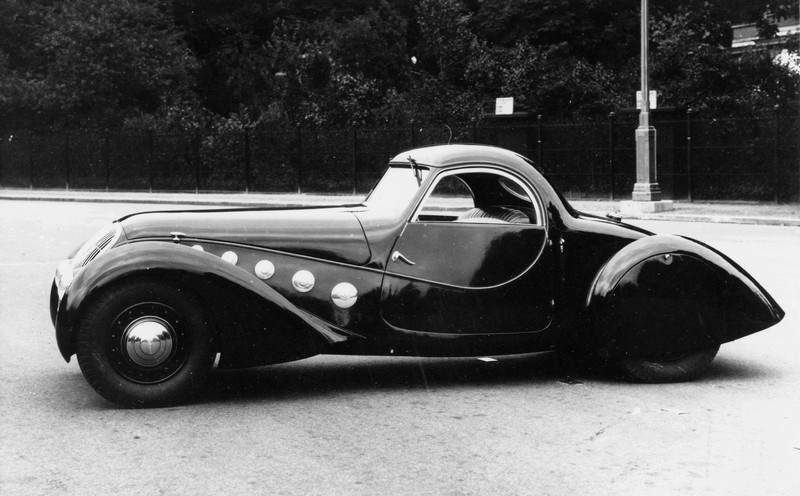
1938 Peugeot 402 Darl'mat "Spécial Sport"
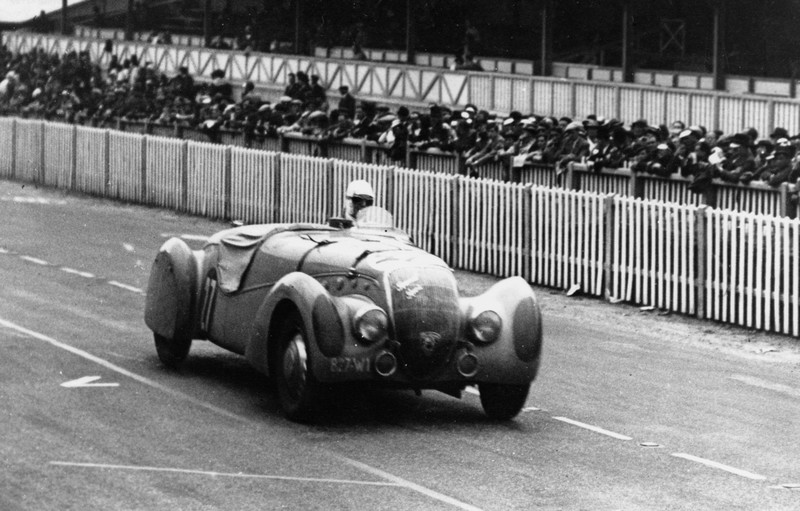
Peugeot 402 Darl'mat Le Mans
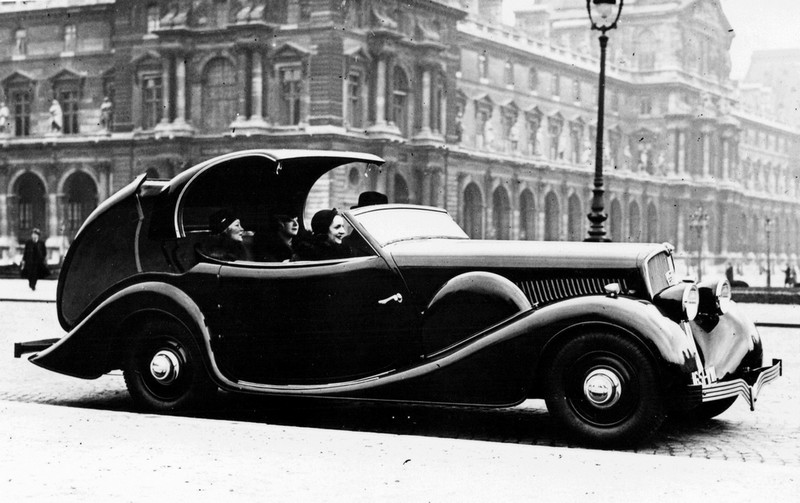
1934 Peugeot 601C Eclipse
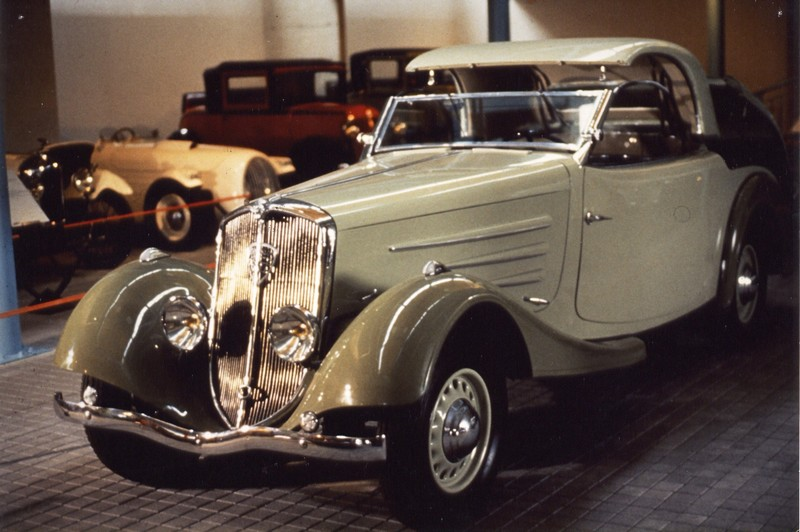
Peugeot 601D Eclipse
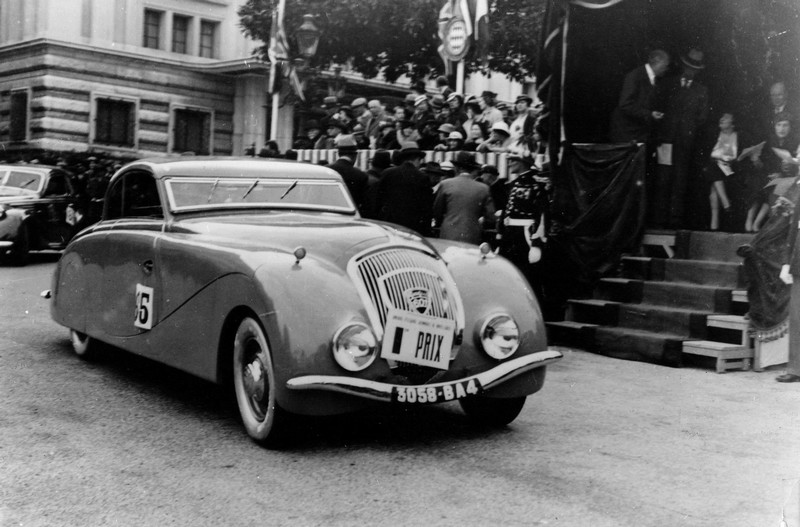
Peugeot 601DL Eclipse
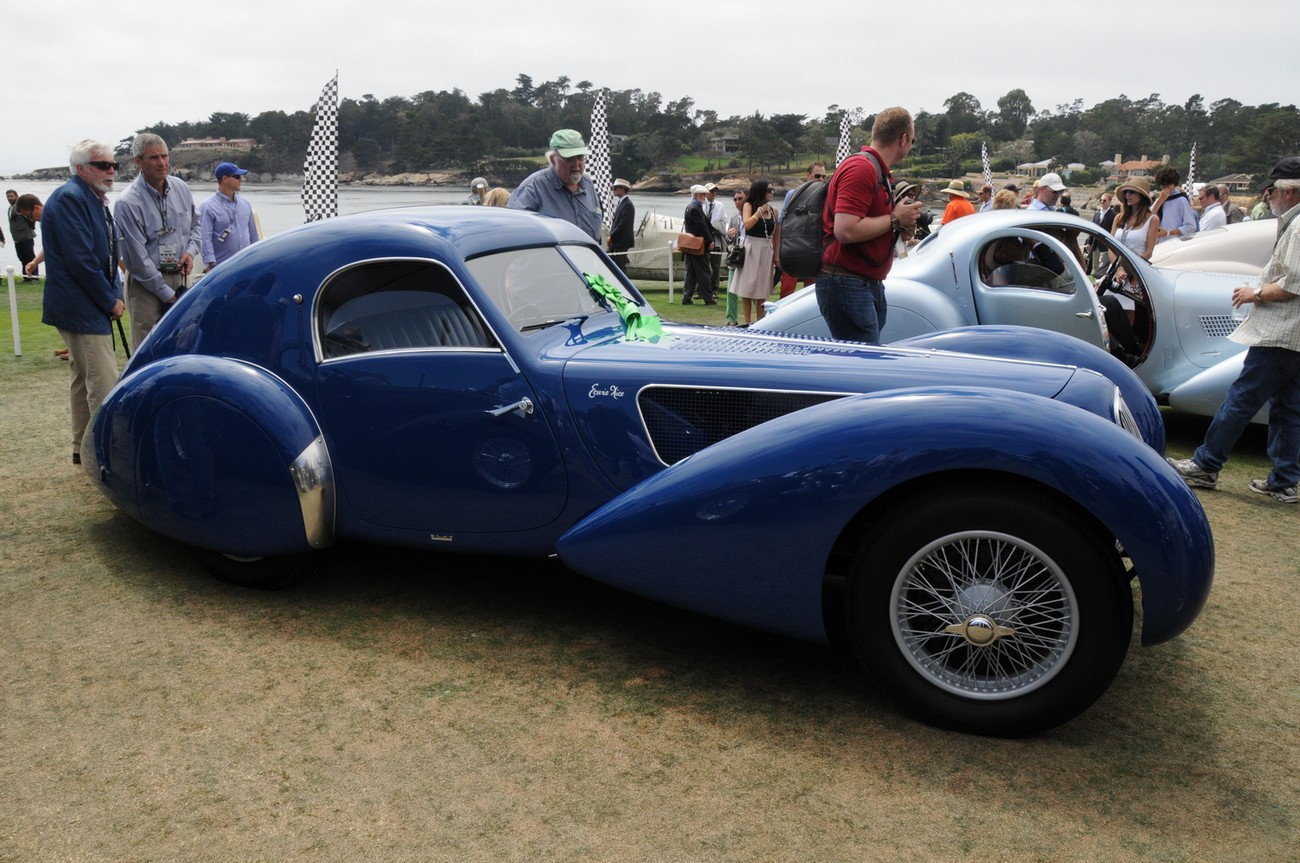
1939 Talbot-Lago T150C-SS coupé